# Боркі (Білгорайський повіт)
Боркі (пол. Borki) — село в Польщі, у гміні Княжпіль Білґорайського повіту Люблінського воєводства. Населення — 114 осіб (2011).

## Історія
За даними етнографічної експедиції 1869—1870 років під керівництвом Павла Чубинського, у селі переважно проживали українськомовні греко-католики, меншою мірою — польськомовні римо-католики.
У 1975—1998 роках село належало до Замойського воєводства.

## Демографія
Демографічна структура станом на 31 березня 2011 року:
|          | Загалом | Допрацездатний вік | Працездатний вік | Постпрацездатний вік |
| -------- | ------- | ------------------ | ---------------- | -------------------- |
| Чоловіки | 61      | 23                 | 35               | 3                    |
| Жінки    | 53      | 11                 | 29               | 13                   |
| Разом    | 114     | 34                 | 64               | 16                   |